# 우리들병원
우리들병원(Wooridul Hospital)은 보건복지부 지정 척추전문병원이다. 최근 뉴스위크가 새롭게 선정한 '2025 세계 최고 스마트 병원(World's Best Smart Hospitals 2025)'에 4회 연속으로 100대 순위권에 진입하며, 다시 한번 세계 유일의 척추 전문병원으로써 이름을 올렸다.            
우리들병원은 1982년 개원 이래 43년 동안 척추 한 분야만을 집중적으로 치료, 연구해온 국내 최초, 국내 최대의 척추전문병원이다. 1992년 역삼 우리들병원을 개원하며 본격적인 서울 본원 시대를 열었고, 1999년 현재의 청담 우리들병원으로 확장 이전하며 국내외 11곳의 네트워크를 이룬 세계적 척추전문병원으로서 성장해왔다. 우리들병원은 43년간 내시경 레이저 디스크 시술을 비롯한 다양한 최소침습 치료법을 연구 개발하고 이를 전수하며 전세계 척추 패러다임의 변화를 선도하고 있는 척추전문병원이다. 
1992년, 기존 내시경 시술에 레이저를 접목한 ‘내시경 레이저 척추 수술법’을 정립하며 본격적인 최소침습 척추수술 시대의 시작을 알렸다. 임상과 연구의 지속적인 혁신을 통해 요추 디스크는 물론 고난도 경추 및 흉추 디스크, 척추관협착증, 척추전방전위증 등 척추 질환의 전분야에 걸쳐 최소상처 치료법을 발전시켜왔다.
이러한 결과를 입증하듯 우리들병원은 2008년부터 미국 MTA(Medical Tourism Association, 의료관광협회) 및 MTQUA가 선정한 ‘세계 10대 병원’에 6회 선정된 바 있으며, 2015년에는 미국 톱MH의 ‘세계 30대 첨단병원’에 선정되며 미국의 존스홉킨스 병원 (Johns Hopkins Hospital), 메이요 클리닉(Mayo Clinic), 클리블랜드 클리닉(Cleveland Clinic) 같은 세계적 병원과 어깨를 나란히 했다. 2021년에는 뉴스위크가 선정한 ‘세계 최고 스마트 병원’ 중 100대 병원 안에 이름을 올리고, 척추 전문병원 가운데서는 전세계 유일의 ‘스마트(디지털) 병원’으로 꼽혔으며 '2023 세계 최고 스마트 병원(World's Best Smart Hospitals 2023)'에 이어 '2024 세계 최고 스마트 병원(World's Best Smart Hospitals 2024)'과 '2025 세계 최고 스마트 병원(World's Best Smart Hospitals 2025)'에 4회 연속으로 100대 순위권에 진입하며, 다시 한번 세계 유일의 척추 전문병원으로써 이름을 올렸다.    

## 역사
1982년 이상호 신경외과의원으로 시작하여 
2021년 12월 현재 청담,김포공항, 대구,부산(온천), 전주, 광주, 광주북구 등 국내에 총 7개 병원이 있으며, 해외에 두바이, 아부다비 등을 운영 중이다.

## 연혁
- 2024년

- 재능기부 프로젝트 JTBC <한 걸음 더> 방송 (24.05.11~24.06.15)
- 뉴스위크 '2025 세계 최고 스마트병원' 선정 (94위 / 350개 병원 中) 
- 2023년

- 뉴스위크 '2024 세계 최고 스마트병원' 선정 (99위 / 330개 병원 中)
- 의학 텍스트북≪Transforaminal Endoscopy for Lumbar Spine : Springer≫ 출간
- 2022년

- 뉴스위크 '2023 세계 최고 스마트병원' 선정 (98위 / 300개 병원 中)
- 우리들병원 창립 40주년 & 제5회 스파인헬스학회
- 2021년

- 의학 텍스트북≪Laser Spine Surgery : Springer≫ 출간
- 뉴스위크 '2021 세계 최고 스마트병원' 선정 (98위 / 250개 병원 中)
- 흉추 의학 텍스트북≪Minimally Invasive Thoracic Spine Surgery : Springer≫ 출간
- The Journal of Wooridul FTC(Friday Grand Tele-Conference) 출간
- 2020년

- 이상호 회장, 영국 왕립 에든버러대학 산하 아카데미 에스피나(Espinea®) 교수진 초빙
- 2019년

- 이상호 박사, ‘더 파비즈 캄빈상’의 최고 영예 ‘골드상’ 수상
- 국제 최소침습척추수술 코스(MISS Course) 100회 기념 심포지엄 개최
- 스파인헬스학회 창설 
- 2018년

- '의료관광객을 위한 세계 10대 병원’ 6회 연속 선정
- 의학 텍스트북 ≪최소상처 척추수술법(Minimally Invasive Spinal Surgery : JP Medical Ltd)≫ 출간
- 2017년

- 우리들병원 개발 내시경 디스크 시술, 의료보험 급여코드 공인
- 2016년

- 최첨단 의료기술 세계 30대 병원 선정
- 2015년

- 이상호 박사, '더 파비즈 캄빈상' 아시아인 최초 수상
- 2014년

- '의료관광객을 위한 세계 10대 병원’ 5회 연속 선정
- 2013년

- '의료관광객을 위한 세계 10대 병원’ 4회 연속 선정
- 의학 텍스트북≪Endoscopic Spinal Surgery : JP Medical Ltd≫ 출간
- 2012년

- 강북 우리들병원 설립
- ‘의료관광객을 위한 세계 10대 병원’ 3회 연속 선정
- 2011년

- 두바이 우리들병원 설립
- 의학 텍스트북≪Endoscopic Spine Procedures : Thieme≫ 출간
- 2010년

- ‘의료관광객을 위한 세계 10대 병원’ 2회 연속 선정
- 인도네시아 자카르타 현지 우리들병원 설립
- 2009년

- 상하이 우리들병원 설립
- 2008년

- 서울 김포공항 우리들병원 확장 설립
- '의료관광객을 위한 세계 10대 병원' 선정
- 미국 뉴욕타임즈 우리들병원 집중 보도
- 2007년

- 대구 우리들병원 설립(대구 동인)
- 보건복지부 주관 의료기관 평가 '전분야 A등급’ 최우수 병원 선정 
- 이상호 박사, 국제디스크치료학회(IITS)회장 취임 
- 2006년

- 부산 우리들병원 온천동 설립 
- 우리들국제환자센터(WIPC) 개소
- ‘내시경 허리 디스크 시술법(PELD)’, 미국신경외과학회(AANS) 본학회 최우수 논문 선정
- 이상호 박사, 세계최소침습척추수술 및 치료학회(WCMISST) 창설 및 회장 취임 
- 2005년

- 국내 최초 아시아병원경영협회상(HMA) 인적자원개발’ 부분 수상 
- 이상호 박사, 국제근골격레이저학회(IMLAS)회장 취임
- 2004년

- 김포공항 우리들병원 설립
- 디지털 수술실 구축
- 국제 원격수술 및 화상 회의시스템(Tele-conference) 도입
- 2003년

- 국제 척추전임의 코스(Fellowship Course) 개설 
- 2001년

- 국내 최초 CT 유도 미세시술 정립
- 2000년

- 금요학술컨퍼런스(Friday Grand Tele-Conference) 개설
- 국제 최소침습척추수술 코스(MISS Course) 개설
- 1999년

- 서울 청담 우리들병원 본원 설립
- 1997년

- 국내 최초 CT 유도 미세시술 성공
- 1994년

- 세계 최초 내시경 레이저 목 디스크시술(PECD)정립
- 1992년

- 청담 우리들병원 개원
- 국내 최초 내시경 허리 디스크 시술(PELD)정립
- 1986년

- 세계 최초 척추 전문병원 전환
- 1984년

- 동래 우리들병원 신축 설립
- 1982년

- 이상호 신경외과의원 설립